# Eremorhax pimanus
Espèce
Synonymes
- Arenotherus pimanus Brookhart & Muma, 1987

Eremorhax pimanus est une espèce de solifuges de la famille des Eremobatidae.

## Distribution
Cette espèce est endémique d'Arizona aux États-Unis,.
Sa présence est incertaine au Mexique.

## Description
Eremorhax pimanus mesure de 26 à 42 mm.

## Étymologie
Son nom d'espèce lui a été donné en référence au lieu de sa découverte, le comté de Pima.

## Publication originale
- Brookhart & Muma, 1987 : Arenotherus, a new genus of Eremobatidae (Solpugida) in the United States. Englewood, Colorado: Cherry Creek High School Print Shop, p. 1-18.